# Cantó de Raon-l'Étape
El cantó de Raon-l'Étape és un cantó francès del departament dels Vosges, situat al districte de Saint-Dié-des-Vosges. Té 9 municipis i el cap és Raon-l'Étape.

## Municipis
- Allarmont
- Celles-sur-Plaine
- Étival-Clairefontaine
- Luvigny
- Nompatelize
- Raon-l'Étape
- Raon-sur-Plaine
- Saint-Remy
- Vexaincourt

## Història
| Data d'elecció                           | Identitat       | Partit           | Qualitat |
| ---------------------------------------- | --------------- | ---------------- | -------- |
| 1945-1951                                | Charles Karcher | Divers gauche    |          |
| 1951-1969                                | Maurice Lemaire | UNR              |          |
| 1969-1982                                | Roger Chambet   | UDR, després RPR |          |
| 1982-                                    | Michel Humbert  | PS               |          |
| les dades anteriors no són pas conegudes |                 |                  |          |
|                                          |                 |                  |          |

## Demografia
| A partir de 1990: Població sense dobles comptes |